# Хамбатта, Персис
Персис Хамбатта (англ. Persis Khambatta; 2 октября 1948 — 18 августа 1998) — индийская фотомодель, актриса

 и автор. Наиболее известна по роли лейтенанта Айлии в фильме 1979 года «Star Trek: The Motion Picture».

## Ранние годы
Родилась в семье парсов среднего класса в Бомбее в 1948 году. Известность получила, когда набор её фотографий случайно попался на глаза известному бомбейскому фотографу и был использован для успешной рекламной кампании популярного супового бренда. Благодаря этому Хамбатта стала моделью. В 1965 она приняла участие в конкурсе «Мисс Индия», в котором одержала победу.

## Карьера
В возрасте 17 лет, обладая званием Мисс Индия, Хамбатта приняла участие в конкурсе Мисс Вселенная 1965, купив одежду для конкурса буквально в последнюю минуту. Она стала моделью для таких рекламных кампаний как Ревлон. В 1975 она получила небольшие роли в фильмах «Недостойное поведение» и «The Wilby Conspiracy». Она сделала непродолжительную кинокарьеру, наиболее узнаваемой её ролью является роль лейтенанта Айлии в фильме 1979 года Star Trek: The Motion Picture. Она получила роли в фильмах «Ночные ястребы» (1981), «Megaforce» (1982) и «Воин потерянного мира» (1983). Кандидатура Хамбатты рассматривалась на главную роль в фильме бондианы «Осьминожка» (1983), но в итоге роль получила Мод Адамс.
Дебют Хамбатты в индийских фильмах состоялся в 1967 у режиссёра Ходжи Ахмада Аббаса в Bambai Raat Ki Bahon Mein. Хамбатта исполнила роль певицы кабаре Лили, напевающей в заглавном треке фильма. Она стала первой гражданкой Индии, представлявшей номинацию на церемонии вручения премии Оскар (в 1980 году). За роль в фильме «Звёздный путь» она была выдвинута на премию Сатурн в номинации «лучшая актриса».
В 1980 Хамбатта получила серьёзные ранения в автокатастрофе в Германии, после чего у неё остался большой шрам на голове. В 1983 ей была сделана операция по коронарному шунтированию. В 1985 актриса вернулась в Мумбаи и появилась в индийском телесериале «Shingora». Вскоре после этого Хамбатта вернулась в Голливуд, где сыграла несколько ролей в таких сериалах как «Майк Хаммер» и «Секретный агент Макгайвер» в качестве приглашённой актрисы. В 1997 она написала книгу «Pride of India» (гордость Индии) жанра «книги за кофейным столиком», где описала нескольких бывших победительниц конкурса «мисс Индия». Книга была посвящена матери Терезе. Часть гонорара Хамбатта пожертвовала ордену сестёр матери Терезы. Последний раз Хамбатта появилась на телевидении в эпизоде телесериала «Лоис и Кларк: Новые приключения Супермена» в роли индийского посла.

## Смерть
В 1998 Хамбатта была госпитализирована в морской госпиталь в южном Мумбаи с жалобой на боли в груди. 18 августа 1998 она скончалась от сердечного приступа в возрасте 49 лет. Её похороны прошли в Мумбаи 19 августа.